# Siwi (Kouka)
Pour les articles homonymes, voir Siwi (homonymie).
Siwi est une commune située dans le département de Kouka de la province des Banwa au Burkina Faso.

## Éducation et santé
La commune accueille un centre de santé et de promotion sociale (CSPS).